# Danbury Jr. Hat Tricks
Danbury Jr. Hat Tricks är ett amerikanskt juniorishockeylag som spelar i North American Hockey League (NAHL) sedan 2020. De grundades dock redan 2010 som Dawson Creek Rage för spel just i NAHL. Det lades dock ner bara efter två år men lagets rättigheter övertogs 2015 av Wilkes-Barre/Scranton Knights. År 2020 blev Knights uppköpta och flyttades omgående till Danbury i Connecticut för att vara Danbury Jr. Hat Tricks, ett namn som redan användes av ett professionellt ishockeylag i Federal Prospects Hockey League (FPHL), de har samma ägare dock. Ägarna hade också året innan köpt Niagara Falls Power Hawks som spelade i NAHL:s farmarliga North American 3 Hockey League (NA3HL) och flyttade det till Danbury för att vara Danbury Colonials. Året efter fick även det samma namn som de andra två ishockeylagen.
De spelar sina hemmamatcher i inomhusarenan Danbury Ice Arena, som har en publikkapacitet på omkring 2 000 åskådare vid ishockeyarrangemang, i Danbury. Hat Tricks  har ännu inte vunnit Robertson Cup, som delas ut till det lag som vinner NAHL:s slutspel.
Laget har ännu inte fostrat någon nämnvärd spelare.